# I’m Still Alive
Az I’m Still Alive (magyarul: Még élek) egy dal, mely Szlovákiát képviselte a 2011-es Eurovíziós Dalfesztiválon. A dalt a szlovák TWiiNS együttes adta elő angol nyelven.
Az együttest egy ikerpár, Daniela Jančichová és Veronika Nízlová alkotja, akik a 2008-as Eurovíziós Dalfesztiválon a cseh induló, Tereza Kerndlová háttérénekeseiként már részt vettek a dalfesztiválon.
A dalt nemzeti döntő nélkül választották ki, a szlovák köztelevízió kérte fel az együttest a feladatra. A dalt 2011. március 3-án hozták nyilvánosságra.
Az Eurovíziós Dalfesztiválon a dalt először a május 12-én rendezett második elődöntőben adták elő, a fellépési sorrendben ötödikként, a belga Witloof Bay együttes With Love Baby című dala után, és az ukrán Mika Newton Angel című dala előtt. Az elődöntőben 48 ponttal a tizenharmadik helyen végzett, így nem jutott tovább a május 14-i döntőbe. Szlovákiának ez sorozatban harmadszor nem sikerült.

## Slágerlistás helyezések
| Slágerlisták (2011) | Lh.* |
| ------------------- | ---- |
| Szlovákia           | 18   |

*Lh. = Legjobb helyezés.